# Nicomedes I
Nicomedes I (en llatí Nicomedes, en grec antic Νικομήδης "Nikomédes") fou rei de Bitínia del 278 aC al 246 aC.
Va succeir al seu pare Zipetes el 278 aC. Al començament del seu regnat va fer matar als seus dos germans però el tercer, Zibees, es va poder escapar, va iniciar una revolta contra ell i va aconseguir mantenir un virtual estat independent a una part considerable de Bitínia. Amenaçat per Antíoc I Sòter de Síria que ja havia fet la guerra al seu pare, es va aliar amb Heraclea del Pont i una mica després amb Antígon II Gònates de Macedònia; els selèucides van fer un atac breu que no va tenir conseqüències i Antíoc es va retirar sense arriscar una batalla.
El seu màxim perill era doncs el seu germà Zipetes i contra ell va concertar aliança amb els gals que dirigits per Leonnorius i Lutarius havien arribat a l'altre costat del Bòsfor i estaven assetjant Bizanci (277 aC). Els va facilitar mitjans per creuar a Àsia i els va dirigir contra Zipetes al que amb l'ajut dels gals va derrotar i va executar, reunificant Bitínia, segons diuen Memnó d'Heraclea, Titus Livi i l'historiador Justí. És possible que després fos ajudat pels gals contra els selèucides però els fets posteriors no han quedat enregistrats.
Sembla que va aconseguir mantenir-se en el poder fins a la seva mort. El seu regnat va ser llarg i pacífic i el país va prosperar. Per perpetuar el seu nom va fundar una nova capital a la vora de la colònia megàrica d'Astacos, que va portar el nom de Nicomèdia (Νικομήδεια) i que ràpidament va prosperar. Eusebi de Cesarea situa la seva fundació el 264 aC.
Va morir en data desconeguda, però probablement cap al 246 aC. Es va casar dues vegades, la primera amb una dona frígia, Ditizela, que va morir accidentalment atacada pel gos preferit del rei, de la que va tenir dos fills: Prúsies i Zeiles, i una filla de nom Lisandra La seva segona dona, de nom Etazeta, el va convèncer de desheretar als fills del primer matrimoni per fer hereus als que tingués amb ella. Quan Nicomedes va morir va deixar hereu al fill gran del segon matrimoni, de nom desconegut, que era un infant, sota la regència d'Antígon II Gònates, Ptolemeu III Evergetes I, i les ciutats d'Heraclea del Pont, Cios i Bizanci, però Zeiles, fill del primer matrimoni, no va trigar a prendre el poder.
Probablement va ser aquest Nicomedes el que va intentar comprar la famosa Afrodita de Cnidos, de Praxíteles, a la ciutat de Cnidos, oferint-li el perdó de tot el deute públic a canvi de l'estàtua, segons diu Plini el Vell.